# Paragon
Paragon – dokument potwierdzający dokonanie zakupu. Przez sprzedawców posiadających kasy fiskalne wydawany jest paragon fiskalny, zawierający m.in. dane sprzedawcy, informacje o cenie produktu oraz naliczonym podatku od towarów i usług (VAT). W Polsce powinien być wydawany przy każdej transakcji bez potrzeby dodatkowych starań ze strony klienta.
W języku potocznym mianem paragonu określa się dowolny dokument, zwykle wydrukowany na papierze z rolki, potwierdzający dokonanie transakcji, np. stanowiący dowód zapłaty za kupiony towar, wykonaną usługę lub potwierdzenie pobrania gotówki drukowane przez bankomaty.
Nazwa "paragon" prawdopodobnie pochodzi od wiedeńskiej drukarni "Paragon", która w roku 1910 jako pierwsza zaczęła regularną produkcję paragonów, wówczas jeszcze w formie bloczków do wypełnienia przez sprzedawcę.